# Alma de héroe (película)
Alma de héroe es una película colombiana de 2019 escrita y dirigida por Orlando Pardo y protagonizada por Jorge Armando Soto, Stephanie Abello, Tuto Patiño, Lincoln Palomeque y Linda Lucía Callejas. Fue estrenada en los cines nacionales el 2 de mayo de 2019.

## Sinopsis
Miguel Tabares y Alexander Cohen, dos jóvenes subtenientes del ejército colombiano, fueron enviados a la selva tras graduarse de la Escuela Militar. Cohen cae cómo rehén en una emboscada subversiva, lo que cambia el rumbo de la vida de Tabares, que tendrá que escoger entre tratar de salvar la vida de su compañero en armas o cumplir la cita de matrimonio con su amada novia Salma.

## Reparto
- Jorge Armando Soto es el Subteniente Tabares.
- Tuto Patiño es el Subteniente Cohen.
- Stephanie Abello es Salma Cohen.
- Lincoln Palomeque es el Sargento Cañas.
- Linda Lucía Callejas es Mariana Miranda o señora Cohen.
- Yarlo Ruiz es Soldado Valoyes.
- Tiberio Cruz es Sargento Rey.
- Héctor Sánchez es Subteniente Celis.
- Roger Moreno es Mayor Sanchez.
- Aco Pérez es Coronel Durango.
- Laura Junco es Cristina.
- José Ferney García es Soldado Andel.
- Rodrigo Castro es Francisco Cohen.
- Santiago Vázquez es Cabo Bonilla.
- Erick Cruz es Soldado Ibáñez.
- Alexander Laiseca es Capitán Bolaños.
- Fabián Valbuena es Soldado Cantillo.
- Jefferson Palacio es Soldado Orozco.